# Prestige (fartyg)

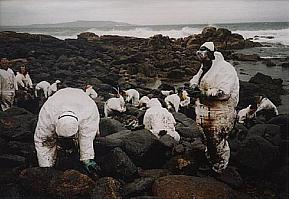
Sanering av en strand i Galicien efter förlisningen.

Prestige var en enkelskrovad oljetanker som sjönk utanför Galicien (Spaniens nordvästra kust) den 19 november 2002. Prestige var vid olyckan lastad med 77 000 ton olja.

## Olyckan

### Händelseförlopp
Den 13 november 2002 gick en av Prestiges tolv tankar sönder och olja läckte ut. Orsaken tros vara att Prestige kolliderade med en flytande container i den storm som pågick. Fartyget befann sig för tillfället utanför den spanska kusten och kaptenen, som fruktade att fartyget var på väg att sjunka, begärde hjälp från Spanien att bli bogserade till hamn. Prestige nekades dock eftersom de spanska myndigheterna inte ville riskera att ett oljeutsläpp skulle inträffa nära spansk kust.
Prestige styrde då mot Frankrike i hopp om att få komma i hamn där istället, men möttes där på samma sätt av de franska myndigheterna. Kaptenen beslutade då att försöka ta sig till en portugisisk hamn. Men de portugisiska myndigheterna hade beordrat sin flotta att stoppa Prestige från att komma in på portugisiskt vatten. Hotet från Prestiges olja blev allt större ju mer tiden gick och ju mer Prestige gick sönder. När det var klart att en oljekatastrof var oundviklig försökte man bogsera Prestige längre ut till havs men det misslyckades.
Den 19 november bröts Prestige sönder och sjönk ca 210 kilometer utanför Spaniens och Portugals kust och den olja som inte redan läckt ut under den vecka som Prestige lyckats hålla sig flytande efter olyckan följde med vraket ned i djupet men fortsatte att sippra ut. Totalt 17 000 ton läckte ut under kollisionen, den efterföljande veckan och när Prestige bröts sönder. Vraket fortsatte läcka och även om 13 000 kubikmeter olja togs upp från vraket 2004, så beräknas 63 000 ton olja ha läckt ut, vilket gör Prestige till ett av de större oljeutsläppen som någonsin inträffat.

### Effekter
Prestige orsakade inte ett enda stort utsläpp utan flera större och mindre som upprepade gånger skadade främst Galiciens kuster. Sammanlagt 2900 kilometer av Spaniens, Frankrikes och Portugals kuster drabbades och kustnära fiske stängdes av i ett halvår. Den totala kostnaden för oljeutsläppet med sanering, åtgärder för att ta upp olja från vraket, skador på ekosystemet, förluster för fiskeindustrin med mera beräknas till 2,5 miljarder euro. Världsnaturfonden uppskattar antalet drabbade fåglar under de två första månaderna som följde efter Prestiges första utsläpp till mellan 65 000 och 130 000 stycken.
Prestige var en enkelskrovad tanker och som en följd av katastrofen har lagstiftning och regler mot enkelskrovade tankrar blivit hårdare och EU:s utfasning av dessa till fördel för dubbelskrovade har påskyndats.